# 阿倍爾閇
阿倍 爾閇（あべ の にえ）は、飛鳥時代から奈良時代にかけての貴族。氏姓は引田朝臣のち阿倍朝臣。阿倍魚主の子とする系図がある。官位は従四位下・長門守。

## 経歴
文武朝の大宝元年（701年）造大幣司が置かれると三野王と共に初代の造大幣司長官に任ぜられる（このときの位階は従五位下）。従五位上に昇叙された後、元明朝の和銅元年（708年）長門守に任ぜられる。和銅5年（712年）阿倍宿奈麻呂の言上により、引田朝臣姓から阿倍朝臣姓に改姓し、和銅7年（714年）には従五位上から三階昇進して従四位下に叙せられている。
元正朝の霊亀2年（716年）7月27日卒去。最終位階は従四位下。

## 官歴
- 時期不詳：従五位下
- 大宝元年（701年） 11月8日：造大幣司長官
- 時期不詳：従五位上
- 和銅元年（708年） 3月13日：長門守
- 和銅5年（712年） 11月20日：引田朝臣から阿倍朝臣に改姓
- 和銅7年（714年） 正月5日：従四位下（越階）
- 霊亀2年（716年） 7月27日：卒去（従四位下）

## 系譜
- 父：阿倍魚主[1]
- 母：不詳
- 生母不明の子女
  - 男子：阿倍馬養[1]
  - 男子：阿倍乙庭[1]